# Juan Carlos
Juan Carlos ist ein spanischer männlicher Vorname, gebildet aus den spanischen Einzelnamen Juan und Carlos.

## Namensträger
- Juan Carlos I. (* 1938), von 1975 bis 2014 König von Spanien
- Juan Carlos Amat (1572–1642), spanischer Arzt und Gitarrist
- Juan Carlos Aramburu (1912–2004), argentinischer Kardinal
- Juan Carlos Ávila (* 1973), kolumbianischer Politiker
- Juan Carlos de Borbón (1822–1887), Graf von Montizón, spanischer Thronprätendent
- Juan Carlos Exposito (* 1991), spanischer Poolbillardspieler
- Juan Carlos Ferrero (* 1980), spanischer Tennisspieler
- Juan Carlos Gómez (* 1973), kubanischer Boxer
- Juan Carlos Harriott (1936–2023), argentinischer Polospieler
- Juan Carlos López (* 1970), deutscher Schauspieler spanischer Abstammung, siehe Carlos Lobo
- Juan Carlos López (Radsportler) (* 1981), kolumbianischer Radrennfahrer
- Juan Carlos Pérez López (Fußballspieler, 1945) (1945–2012), spanischer Fußballspieler
- Juan Carlos Pérez López (* 1990), spanischer Fußballspieler, siehe Juan Carlos (Fußballspieler, 1990)
- Juan Carlos Lorenzo (1922–2001), argentinischer Fußballspieler und -trainer
- Juan Carlos Navarro (* 1980), spanischer Basketballspieler
- Juan Carlos Onetti (1909–1994), uruguayischer Schriftsteller
- Juan Carlos Onganía (1914–1995), argentinischer Militär und Politiker
- Juan Carlos Sánchez Martínez (* 1987), spanischer Fußballspieler
- Juan Carlos Teresa Silvestre Alfonso de Borbón y Battenberg (1913–1993), spanischer Thronprätendent, siehe Juan de Borbón y Battenberg
- Juan Carlos Valerón (* 1975), spanischer Fußballspieler
- Juan Carlos Varela (* 1963), panamaischer Politiker
- Juan Carlos Wasmosy (* 1938), paraguayischer Politiker und Unternehmer
- Juan Carlos Zabala (1911–1983), argentinischer Langstreckenläufer

## Schiffe
- Juan Carlos I (Schiff), das Flaggschiff der spanischen Marine